# Бурко Євген Володимирович
Євге́н Володи́мирович Бурко́ (8 липня 1991, с. Вільне Кіровоградський район, Кіровоградська область — 12 червня 2014, поблизу с. Степанівка, Шахтарський район, Донецька область) — український військовослужбовець, спецпризначенець, сержант Збройних сил України, кавалер ордена «За мужність» III ступеня (посмертно).

## Життєпис
Євген Бурко народився в селі Вільне на Кіровоградщині. З 1998 по 2008 рік навчався в Кіровській загальноосвітній школі села Вільне. Брав участь у районних предметних олімпіадах, різноманітних конкурсах та спортивних змаганнях. В класі доглядав за квітами. Ще у 14 років Євген заробив свої перші гроші, допомагаючи фермерові на жнивах, він їх витратив на своє хобі — риболовлю, найняв екскаватор, який викопав копанку для риби, бо в селі не було ставка. Пізніше хлопець розчистив біля неї джерело. По закінченні школи хотів вступити до Кіровоградського юридичного інституту, але захворіла його мати, і він вирішив влаштуватись на роботу, щоб фінансово допомогти батькам. Працював на ринку «Престиж» в обласному центрі вантажником, а пізніше — оператором на заправці.
Восени 2009 року Євгена призвали до лав Збройних сил. Прослуживши дев'ять місяців у Кіровоградському полку спецпризначення, він підписав контракт. 2012 року одружився, мешкав із сім'єю в рідному селі поблизу обласного центру. Любив рибалити, збирав колекцію монет. 2013 року йому було присвоєно звання сержанта. Вступив на заочне навчання, хотів стати офіцером.
Сержант, заступник командира розвідувальної групи 3-го окремого полку спеціального призначення, в/ч А0680, м. Кропивницький.
З весни 2014 року брав участь в антитерористичній операції на сході України. Спецпризначенців 3-го полку направили до українсько-російського кордону в Донецьку область ще у березні, — вивчали місцевість, проводили розвідку, доповідали командуванню про поточну ситуацію в прикордонному районі, налагоджували співпрацю з місцевими мешканцями, збирали інформацію.
Вранці 12 червня 2014 року спецпризначенці 3-го полку в якості провідників супроводжували військову колону десантників 79-ї аеромобільної бригади під командуванням Максима Миргородського (позивний «Майк») під час прориву укріпрайону противника біля висоти Савур-могила в Шахтарському районі Донецької області. Близько 10:00 колону українських військових атакували російські терористи із засідки, яку вони облаштували на вершині двома годинами раніше. Розвідданих про перебування там терористів в українських військових не було. Спецпризначенці їхали у передовій дозорній групі і першими прийняли бій. В ході бою сержант Бурко отримав поранення, але продовжував вести вогонь у відповідь, доки не почала відмовляти рука. Побратими Євгена витягнули його з поля бою. Після того, як дісталися безпечного місця, намагалися врятувати життя товариша, але всі спроби були марні. Куля противника зайшла під бронежилет, після чого у Євгена почалася внутрішня кровотеча, яка і стала причиною смерті. За чотири години бою, за підтримки артилерії та вертольотів, вогонь противника було придушено, але зі штабу АТО десантникам дали наказ відступити. Це був перший бій за висоту Савур-могила. За даними Міноборони України, втрати російських терористів: 2 БТР, 2 танки (йшли на підмогу зі Сніжного, підбиті ракетами з вертольотів) та 2 автомобілі «Камаз», на яких були встановлені великокаліберні кулемети «Корд». У боях в районі Савур-могили та Степанівки 3-й полк втратив одного бійця, десантники 79-ї бригади — двох вояків убитими та більше двадцяти пораненими.
16 червня із захисником Вітчизни прощались в Кропивницькому. Похований на кладовищі рідного села Вільного.
Залишились батьки Володимир Миколайович та Людмила Павлівна, дружина Аліна та дві доньки, Аня і Марина. Молодша дочка народилася у жовтні 2014 року, вже після смерті батька, з пологового будинку її забирали спецпризначенці, товариші Євгена по службі.
Батько Євгена, Володимир Бурко, — відомий на Кіровоградщині волонтер та автор і виконавець власних пісень. Він відвідав з волонтерською допомогою Мар'їнку, Авдіївку, Попасну, Золоте, Волноваху, Володарське, Костянтинівку… Бере постійну участь у фестивалі «Пісні, народжені в АТО» як автор поезій і пісень, присвячених синові та його бойовим побратимам.

## Нагороди
- 19 липня 2014 року — за особисту мужність і героїзм, виявлені у захисті державного суверенітету та територіальної цілісності України, відзначений — нагороджений орденом «За мужність» III ступеня (посмертно)[7].
- 5 травня 2015 року — відзнакою Кіровоградської області «За мужність і відвагу» (посмертно).
- 1 червня 2016 року — відзнакою УПЦ КП — медаллю «За жертовність і любов до України» (посмертно).

## Вшанування пам'яті
16 вересня 2014 року в селищі Вільне, у Кіровській середній ЗОШ І-ІІІ ступенів, де навчався Євген Бурко, встановлено пам'ятну дошку на його честь.
8 червня 2017 року, в залі клубу 3-го полку відбувся концерт учасників фестивалю «Пісні, народжені в АТО». Пам'ятний день на честь свого загиблого сина Євгена Бурка організував волонтер Володимир Бурко.